# Horst-Dieter Höttges
Horst-Dieter Höttges, né le 10 septembre 1943 à Mönchengladbach et mort le 22 juin 2023, est un footballeur allemand.
Il évolue au poste de défenseur. Il compte 66 sélections en équipe d'Allemagne, avec laquelle il remporte l'Euro 1972 puis la Coupe du monde 1974.

## Biographie
Après avoir découvert le football au Blau-Weiß Bahl puis au Rheydter SpV, Höttges rejoint à 17 ans le Borussia Mönchengladbach, le grand club de sa ville natale. Après trois ans de formation, il intègre lors de la saison 1963-1964 l'équipe première, en Regionalliga Ouest, le 2e échelon du football allemand. Bien que titulaire au poste d'arrière latéral, il ne convainc pas l'entraîneur Hennes Weisweiler de le conserver et part la saison suivante au Werder Brême, en Bundesliga, sous la direction de Willi Multhaup. Il y connaît tout de suite un grand succès en s'imposant comme titulaire et en remportant le championnat dès sa première année. Il est surnommé Eisenfuß en français : « pied de fer » pour sa dureté au duel. Même si les années suivantes ne seront pas toutes aussi glorieuses (le Werder termine 16e en 1967 notamment), Höttges reste fidèle au club du nord de l'Allemagne jusqu'en 1978, sans remporter de nouveau titre. Son bilan avec le Werder est de 420 matchs et 55 buts en championnat.
Porté par son succès en club, Höttges est appelé en équipe nationale par Helmut Schön dès mars 1965, et s'impose comme titulaire pour la Coupe du monde 1966 comme latéral droit. Il en joue cinq matchs, dont la finale perdue face au pays hôte, l'Angleterre. Quatre ans plus tard, il participe à la Coupe du monde 1970, il joue les quatre premiers matchs, dont la revanche face aux Anglais en quart de finale, mais manque la demi-finale perdue devant l'Italie. 
Il est toujours titulaire lors du Championnat d'Europe des nations 1972, dont il dispute le quart de finale contre l'Angleterre, la demi-finale face à la Belgique, et la finale remportée sur l'Union soviétique (3-0). Deux ans plus tard, les champions d'Europe attaquent la Coupe du monde 1974 en favoris. Höttges, à 31 ans, est toujours dans le groupe mais a perdu sa place de titulaire au bénéfice du jeune Berti Vogts. Höttges honore sa 66e et dernière sélection lors d'une défaite, sans conséquence, face à l'Allemagne de l'Est lors des matchs de poule du tournoi. L'Allemagne remporte finalement la compétition face aux Pays-Bas.
Après sa retraite professionnelle, Höttges continue de jouer au niveau amateur, dans l'équipe réserve du Werder Brême, puis au SC Oberbecksen et au TSV Achim.

## Palmarès
Allemagne
- Vainqueur de la Coupe du monde 1974
- Vainqueur du Championnat d'Europe des nations 1972
- Finaliste de la Coupe du monde 1966
- Troisième de la Coupe du monde 1970

Werder Brême
- Champion d'Allemagne en 1965
- Vice-champion d'Allemagne en 1968

## Statistiques individuelles
| Saison                | Club                     | Championnat           | Championnat | Championnat | Coupe(s) nationale(s) | Coupe(s) nationale(s) | Compétition(s) continentale(s) | Compétition(s) continentale(s) | Compétition(s) continentale(s) | Total | Total |
| Saison                | Club                     | Division              | M.          | B.          | M.                    | B.                    | Comp.                          | M.                             | B.                             | M.    | B.    |
| 1963-1964             | Borussia Mönchengladbach | Regionalliga Ouest    | 30          | 0           | 1                     | 0                     | -                              | -                              | -                              | 31    | 0     |
| Sous-total            | Sous-total               | Sous-total            | 30          | 0           | 1                     | 0                     | -                              | 0                              | 0                              | 31    | 0     |
| 1964-1965             | Werder Brême             | Bundesliga            | 29          | 1           | -                     | -                     | -                              | -                              | -                              | 29    | 1     |
| 1965-1966             | Werder Brême             | Bundesliga            | 31          | 5           | 3                     | 0                     | C1                             | 4                              | 2                              | 38    | 7     |
| 1966-1967             | Werder Brême             | Bundesliga            | 30          | 3           | 4                     | 2                     | -                              | -                              | -                              | 34    | 5     |
| 1967-1968             | Werder Brême             | Bundesliga            | 33          | 9           | -                     | -                     | -                              | -                              | -                              | 33    | 9     |
| 1968-1969             | Werder Brême             | Bundesliga            | 31          | 6           | 2                     | 0                     | -                              | -                              | -                              | 33    | 6     |
| 1969-1970             | Werder Brême             | Bundesliga            | 31          | 3           | 1                     | 0                     | -                              | -                              | -                              | 32    | 3     |
| 1970-1971             | Werder Brême             | Bundesliga            | 22          | 1           | 3                     | 0                     | -                              | -                              | -                              | 25    | 1     |
| 1971-1972             | Werder Brême             | Bundesliga            | 28          | 3           | 8                     | 1                     | -                              | -                              | -                              | 36    | 4     |
| 1972-1973             | Werder Brême             | Bundesliga            | 29          | 3           | 7                     | 2                     | -                              | -                              | -                              | 36    | 5     |
| 1973-1974             | Werder Brême             | Bundesliga            | 31          | 6           | 3                     | 2                     | -                              | -                              | -                              | 34    | 8     |
| 1974-1975             | Werder Brême             | Bundesliga            | 31          | 6           | 4                     | 0                     | -                              | -                              | -                              | 35    | 6     |
| 1975-1976             | Werder Brême             | Bundesliga            | 30          | 4           | 1                     | 0                     | -                              | -                              | -                              | 31    | 4     |
| 1976-1977             | Werder Brême             | Bundesliga            | 32          | 2           | 3                     | 0                     | -                              | -                              | -                              | 35    | 2     |
| 1977-1978             | Werder Brême             | Bundesliga            | 32          | 3           | 4                     | 4                     | -                              | -                              | -                              | 36    | 7     |
| Sous-total            | Sous-total               | Sous-total            | 420         | 55          | 43                    | 11                    | -                              | 4                              | 2                              | 467   | 68    |
| Total sur la carrière | Total sur la carrière    | Total sur la carrière | 450         | 55          | 44                    | 11                    | -                              | 4                              | 2                              | 498   | 68    |

| Année | Matchs | Buts |
| ----- | ------ | ---- |
| 1965  | 8      | 0    |
| 1966  | 12     | 0    |
| 1967  | 6      | 0    |
| 1968  | 5      | 0    |
| 1969  | 6      | 1    |
| 1970  | 10     | 0    |
| 1971  | 1      | 0    |
| 1972  | 7      | 0    |
| 1973  | 8      | 0    |
| 1974  | 3      | 0    |
| Total | 66     | 1    |